# Люблинска архиепархия
Люблинската архиепархия (на полски: Archidiecezja lubelska; на латински: Archidioecesis Lublinensis) е една от 14-те архиепархии на католическата църква в Полша, западен обред. Част е от Люблинската митрополия.
Люблинската епархия е създадена на 22 септември 1805 година от папа Пий VII. Издигната е в ранг на архиепископия и център на новосъздадената Люблинска митрополия на 25 март 1992 година с булата „Totus Tuus Poloniae Populus“ на папа Йоан-Павел II. Заема площ от 9 108 км2 и има 1 046 325 верни. Седалище на архиепископа е град Люблин. 

## Деканати
В състава на архиепархията влизат двадесет и осем деканата.
| - Белжицки деканат - Бихавски деканат - Гарбовски деканат - Закшивецки деканат - Кажимерски деканат - Конопницки деканат - Красноставски-всходни деканат - Красноставски-заходни деканат - Крашницки деканат - Ленчински деканат | - Любартовски деканат - Любелски-подмейски деканат - Любелски-полудньови деканат - Любелски-пулноцни деканат - Любелски-шрудмейски деканат - Любелски-всходни деканат - Любелски-заходни деканат - Миховски деканат - Ополски деканат | - Пулавски деканат - Пясецки деканат - Туробински деканат - Ужендовскидекан - Хелмски-всходни деканат - Хелмски-заходни деканат - Чемерницки деканат - Швидницки деканатат - Шедлиски деканат |